# Dartchery op de Paralympische Zomerspelen 1964
De IIe Paralympische Spelen werden in 1964 gehouden in Tokio, Japan. Het dartchery stond voor de tweede keer op het programma en was een van de negen sporten tijdens deze spelen.
Er stond bij het dartchery maar één evenement op het programma, het gemengd paren.

## Gemengd

### Paren
| Klasse | land | Goud                          | land | Zilver                 | land        | Brons                                  |
| ------ | ---- | ----------------------------- | ---- | ---------------------- | ----------- | -------------------------------------- |
| open   | RHO  | George Mann Margaret Harriman | USA  | J. Mathis G. Pasipanki | JPN FRA BEL | T. Matsumoto T. Ando Pesnaud Schelfaut |

Atletiek · Basketbal · Boogschieten · Dartchery · Gewichtheffen · Schermen · Snooker · Tafeltennis · Zwemmen
Rome 1960 ·
Tokio 1964 ·
Tel Aviv 1968 ·
Heidelberg 1972 ·
Toronto 1976 ·
Arnhem 1980